# MusicBrainz
MusicBrainz es un proyecto de la fundación estadounidense sin ánimo de lucro MetaBrainz, que pretende crear una base de datos musical de contenido abierto. Al igual que el proyecto freedb, fue creado en respuesta a las restricciones impuestas a la Base de Datos de Discos Compactos (CDDB). Sin embargo, MusicBrainz ha ampliado sus objetivos para convertirse en algo más que una simple almacén de metadatos de discos compactos, convirtiéndose en una base de datos en línea estructurada para información musical, que incluye detalles sobre artistas, intérpretes y compositores.

## Descripción
MusicBrainz almacena información sobre artistas, sus grabaciones, y la relación entre ellos. Los registros sobre las grabaciones contienen, al menos, el título del álbum, los nombres de las pistas, y la longitud de cada una de ellas. La información es mantenida de acuerdo a una guía de estilo común. Adicionalmente, las grabaciones almacenadas pueden incorporar información sobre la fecha y país de lanzamiento, el ID del CD, una huella acústica de cada pista y un campo de texto libre o de anotaciones. A 2 de julio de 2007 Music Brainz tenía información sobre 315.366 artistas, 494.248 álbumes, y 5,8 millones de pistas.
Los usuarios finales pueden utilizar programas que se comunican con MusicBrainz para etiquetar su ficheros de audio como: MP3, FLAC / Ogg Vorbis o AAC.
Desde la propia página de MusicBrainz los usuarios registrados pueden crear y mantener la información disponible sobre los discos de forma que, muy al estilo de la web 2.0, la base de datos va mejorando de forma colaborativa.

## Sistemas de huellas digitales acústicas
Inicialmente, MusicBrainz utilizó el algoritmo TRM (un acrónimo recursivo que significa: TRM Recognizes Music; TRM Reconoce Música) de Relatable para la búsqueda de coincidencias mediante el uso de una huella digital acústica; un código único generado que permite identificar cada una de las pistas. Esta característica, atrajo muchos usuarios y permitió que la base de datos creciera de forma muy rápida. En 2005 fue obvio que el método de huellas digitales de Relatable no escalaba bien para los millones de pistas que, en ese entonces, había en la base de datos por lo que comenzó la búsqueda de una alternativa viable.
El 12 de marzo de 2006, Robert Kaye escribió un anuncio en el blog oficial del proyecto acerca de un acuerdo entre MusicBrainz y MusicIP. Parte del acuerdo incluía el permitir a MusicBrainz el uso del servicio MusicDNS de huellas digitales acústicas (PUIDs) de MusicIP. Después de un período de transición de 6 meses, los códigos TRM fueron eliminados y MusicBrainz ha pasado a utilizar solamente PUIDs. MusicBrainz utiliza RDF/XML para describir la metainformación de la música quedando de esta forma disponible para el procesamiento automático mediante los métodos POST y GET de HTTP de acuerdo a lo definido por la arquitectura REST para sistemas hipermedia distribuidos.

## Licencias
Los datos que alberga MusicBrainz (artistas, pistas, álbumes, etc.) están en el dominio público, y el contenido adicional incluyendo tablas generadas en la búsqueda, anotaciones, estadísticas y ediciones se publican bajo la licencia Creative Commons ShareAlike 2.0. El software del servidor está cubierto por la licencia GPL. Sin embargo, MusicBrainz utiliza un binario del servidor de Relatable TRM que utiliza código propietario. La biblioteca que utilizan los clientes, TunePimp, está publicada bajo la licencia GNU Lesser General Public License lo que permite el uso de la misma en proyectos propietarios.

## Historia
En diciembre de 2004, el proyecto MusicBrainz fue donado a la Fundación MetaBrainz, una fundación sin ánimo de lucro, de manos de su creador Robert Kaye.
El 20 de enero de 2006, fue anunciado que el primer acuerdo comercial para usar los datos de MusicBrainz correspondía a la empresa Linkara con sede en Barcelona, España basado en su servicio Linkara Música.
El 28 de junio de 2007 fue anunciado que la BBC había licenciado los datos almacenados por MusicBrainz para incrementar sus páginas web sobre música. Además, los editores de la BBC se unirían a la comunidad MusicBrainz para contribuir con sus conocimientos a ampliar la base de datos.

## Software

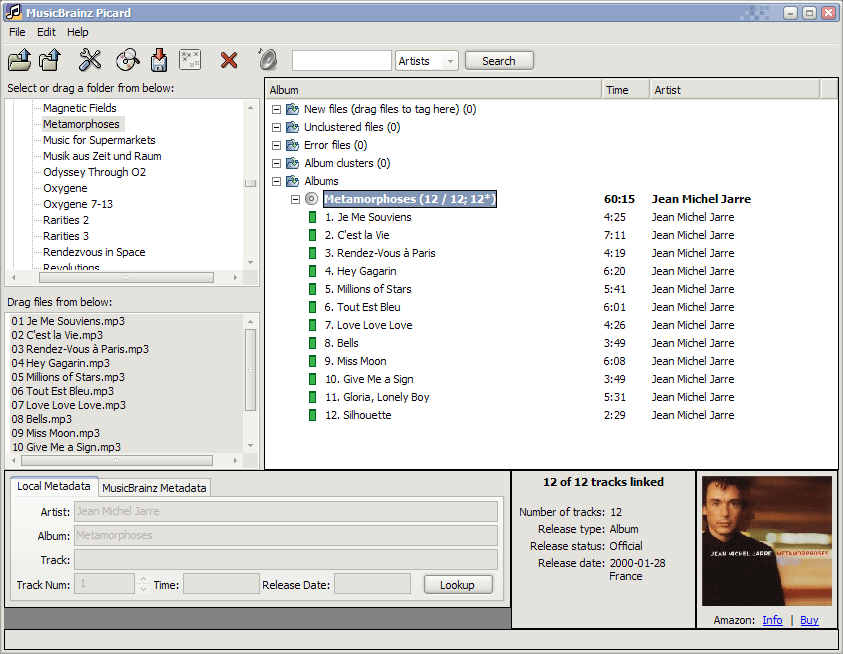
MusicBrainz Picard.

- Amarok, reproductor para Linux/KDE.
- Banshee (reproductor de audio), reproductor para Linux/Gnome.
- CDex, ripper de CD para Windows.
- iEatBrainz, cliente MusicBrainz para Mac OS X.
- Jaikoz, tagger creado en Java para Linux, Windows y Mac OS X.
- MusicBrainz Picard, nuevo cliente multiplataforma y orientado a álbumes.
- MusicBrainz Tagger, en vías de quedar obsoleto, cliente de MusicBrainz para Windows.
- PinkyTagger, programa para etiquetado masivo en Linux/KDE con soporte de MusicBrainz.
- Quod Libet, reproductor de audio para Linux/GNOME con soporte de MusicBrainz.
- Sound Juicer, ripper de CD para Linux/GNOME con soporte de MusicBrainz.

## Cumbres MusicBrainz
De vez en cuando, editores y desarrolladores se reúnen en persona para hablar sobre el futuro de MusicBrainz o para hacer hacking en grupo. Así que, en cierto modo, este es un foro de comunicación especial.
La cumbre MetaBrainz 2025 se celebrará en Barcelona durante la semana del 15 al 19 de septiembre de 2025.